# Leiophron plagiognathi
Leiophron plagiognathi är en stekelart som beskrevs av Loan 1966. Leiophron plagiognathi ingår i släktet Leiophron och familjen bracksteklar. Inga underarter finns listade i Catalogue of Life.